# Cziráki Attila
Cziráki Attila egyetemi tanár, klinikaigazgató, belgyógyász, klinikai farmakológus és kardiológus szakorvos.

## Élete
1982-ben Pécsi Orvostudományi Egyetemen szerezte orvosi diplomáját. Pécsett az I. sz. Belgyógyászati Klinikán kezdte pályafutását, majd 1999 óta dolgozik a PTE KK Szívgyógyászati Klinikán, ahol alapító tagként tevékenykedik. 
Számos szakvizsgát tett, többek között belgyógyászatból, klinikai farmakológiából és kardiológiából. PhD disszertációját 1996-ban védte meg.
Habilitált 2002-ben a Pécsi Tudományegyetemen. 2013-ban Egészségügyi Menedzser oklevelet szerzett, majd 2014-ben egyetemi tanárrá nevezték ki. Több évtizede tantermi előadásokat tart a Pécsi Tudományegyetemen, és témavezetője két klinikai PhD iskolának. Kutatómunkája során több évig dolgozott az Egyesült Államokban és Londonban is.

## Tanulmányok
- 1982: Pécsi Orvostudományi Egyetem, általános orvos
- 1988: Belgyógyászat szakvizsga
- 1991: Klinikai farmakológia szakvizsga
- 1992: Kardiológia szakvizsga
- 2017: Felnőtt transoesophagealis echokardiográfia orvosi licenc vizsga
- 2017: Felnőtt transtorakális echokardiográfia orvosi licenc vizsga

## Tagságok
- Európai Kardiológus társaság (ESC)
- Európai Echokardiográfiás Társaságnak (EACVI)
- Egyetemi tanár, klinikaigazgató (PTE KK Szívgyógyászati Klinika)
- Echokardiográfiás munkacsoport
- Nemzeti Echokardiográfiás Akkreditációs Bizottság vezetőségi tag
- Belgyógyász, Klinikai farmakológus, Kardiológus szakorvos
- Nemzeti Kosárlabda Akadémia orvostudományi szakembere, orvosa
- Magyar Artériás Stiffness Társaság Elnöke
- Tudományos Tanácsadó Testület tagja (Magyar Kardiológusok Társasága)

Kutatómunkája során több mint 100 előadást tartott nemzetközi, európai és világkongresszusokon magyar és angol nyelven. Rendszeresen meghívott előadó és kongresszusi üléselnök. Tudományos közlemények száma: 241, összegzett impakt faktor: 98,949, összes hivatkozások száma: 1134, független hivatkozások száma: 923. Kitüntetései között szerepel a Széchenyi Professzori Ösztöndíj (2000), a Hazáért Érdemkereszt Arany fokozat (2017) és a Magyar Érdemrend Tisztikereszt Polgári Tagozata (2022).